# Berg község
Berg község (svédül: Bergs kommun) Svédország 290 községének egyike. Jämtland megyében található.

## Települései
A községben 5 település található. A települések és népességük:
| Település  | Népesség | Megjegyzés         |
| ---------- | -------- | ------------------ |
| Hackås     |          | a község székhelye |
| Myrviken   |          |                    |
| Svenstavik |          |                    |
| Åsarne     |          |                    |
| Klövsjö    |          |                    |